# Persone di cognome Rasmussen
| Questa pagina contiene informazioni ricavate automaticamente dalle voci biografiche con l'ausilio del template Bio e di un bot. L'aggiornamento è periodico e automatico e ricostruisce completamente la pagina. Se manca una persona in questa lista, sei pregato di non aggiungerla, ma accertati piuttosto che la sua voce biografica contenga il template Bio e che i dati anagrafici siano correttamente compilati. Se il template Bio manca, inseriscilo tu stesso o, in alternativa, metti l'avviso {{tmp\|Bio}} che ne segnala la mancanza. Se i dati riportati sono sbagliati, correggi direttamente la voce biografica; le modifiche saranno visibili in questa lista entro pochi giorni. Per chiarimenti vedi il progetto biografie. La lista contiene solo le 49 persone che sono citate nell'enciclopedia e per le quali è stato implementato correttamente il template Bio. Pagina aggiornata al 22 ott 2022. |

Questa è una lista di persone presenti nell'enciclopedia che hanno il cognome Rasmussen, suddivise per attività principale.

## Allenatori di calcio(1)
- Jens Erik Rasmussen, allenatore di calcio e calciatore faroese (Miðvágur, n.1968)

## Arbitri di calcio(1)
- Peter Rasmussen, arbitro di calcio danese (Odense, n.1975)

## Assassini seriali(1)
- Terry Peder Rasmussen, serial killer statunitense (Denver, n.1943 - Susanville, † 2010)

## Attori(1)
- Rasmus Rasmussen, attore norvegese (Molde, n.1862 - Oslo, † 1932)

## Attori teatrali(1)
- Iben Nagel Rasmussen, attrice teatrale danese (Copenaghen, n.1945)

## Aviatori(1)
- Phil Rasmussen, aviatore statunitense (Boston, n.1918 - Fort Myers, † 2005)

## Calciatori(15)
- Bjørn Rasmussen, calciatore danese (Copenaghen, n.1885 - Aarhus, † 1962)
- Egon Rasmussen, calciatore danese (Rønnede, n.1936 - † 2003)
- Ingi Rasmussen, ex calciatore faroese (n.1972)
- Janus Rasmussen, ex calciatore faroese (n.1965)
- Jesper Rasmussen, ex calciatore danese (Esbjerg, n.1992)
- Johanna Rasmussen, ex calciatrice danese (Nykøbing Falster, n.1983)
- Jørgen Rasmussen, ex calciatore danese (Ringe, n.1937)
- Morten Rasmussen, calciatore danese (Copenaghen, n.1985)
- Ole Rasmussen, ex calciatore danese (Amager, n.1952)
- Peter Rasmussen, ex calciatore danese (Hobro, n.1967)
- Poul Rasmussen, calciatore danese (Maribo, n.1925 - Marielyst, † 2000)
- Sigurd Rasmussen, calciatore norvegese (n.1892 - † 1974)
- Steffen Rasmussen, ex calciatore danese (Stenvad, n.1982)
- Thomas Rasmussen, calciatore danese (Copenaghen, n.1977)
- Troels Rasmussen, ex calciatore danese (Ebeltoft, n.1961)

## Canottieri(2)
- Hedvig Rasmussen, canottiera danese (Frederiksberg, n.1993)
- Mads Rasmussen, canottiere danese (Nykoebing Falster, n.1981)

## Cantanti(1)
- Rasmussen, cantante e attore danese (Viborg, n.1985)

## Cestisti(2)
- Blair Rasmussen, ex cestista statunitense (Auburn, n.1962)
- Kristen Rasmussen, ex cestista e allenatrice di pallacanestro statunitense (Lansing, n.1978)

## Danzatori(1)
- Louise Rasmussen, ballerina e attrice teatrale danese (Copenaghen, n.1815 - Genova, † 1874)

## Esploratori(1)
- Knud Rasmussen, esploratore e antropologo danese (Jakobshavn, n.1879 - Copenaghen, † 1933)

## Ginnasti(1)
- Rasmus Rasmussen, ginnasta danese (n.1899 - † 1974)

## Hockeisti su ghiaccio(2)
- Dennis Rasmussen, hockeista su ghiaccio svedese (Västerås, n.1990)
- Erik Rasmussen, ex hockeista su ghiaccio statunitense (Minneapolis, n.1977)

## Hockeisti su prato(1)
- Andreas Rasmussen, hockeista su prato danese (Aalborg, n.1893 - Aalborg, † 1967)

## Modelli(1)
- Rie Rasmussen, modella, attrice e regista danese (Copenaghen, n.1978)

## Mountain biker(1)
- Michael Rasmussen, ex mountain biker, ciclista su strada e dirigente sportivo danese (Holbæk, n.1974)

## Ornitologi(1)
- Pamela C. Rasmussen, ornitologa statunitense (n.1959)

## Pedagogisti(1)
- Anna Suffía Rasmussen, pedagogista e educatrice faroese (Skarð, n.1876 - Klaksvík, † 1932)

## Piloti automobilistici(2)
- Christian Rasmussen, pilota automobilistico danese (Copenaghen, n.2000)
- Oliver Rasmussen, pilota automobilistico danese (Mougins, n.2000)

## Piloti motociclistici(1)
- Anders Rasmussen, pilota motociclistico danese (n.1968)

## Pistard(1)
- Alex Rasmussen, ex pistard e ciclista su strada danese (Odense, n.1984)

## Politici(3)
- Anders Fogh Rasmussen, politico danese (Ginnerup, n.1953)
- Lars Løkke Rasmussen, politico danese (Vejle, n.1964)
- Poul Nyrup Rasmussen, politico danese (Esbjerg, n.1943)

## Produttori discografici(1)
- Flemming Rasmussen, produttore discografico danese (Danimarca, n.1958)

## Registi(1)
- Holger Rasmussen, regista e attore danese (Nyborg, n.1870 - Faxe Ladeplads, † 1926)

## Sciatori alpini(1)
- Kyle Rasmussen, ex sciatore alpino statunitense (Sonora, n.1968)

## Scrittori(2)
- Rasmus Rasmussen, scrittore, politico e insegnante faroese (Miðvágur, n.1871 - Tórshavn, † 1962)
- Steen Eiler Rasmussen, scrittore e architetto danese (Copenaghen, n.1898 - † 1990)

## Tiratori a volo(1)
- Ole Riber Rasmussen, tiratore a volo danese (Gladsaxe, n.1955 - † 2017)